# Nathan M. Pusey
Nathan Marsh Pusey (* 4. April 1907 in Council Bluffs, Iowa; † 14. November 2001 in New York City) war ein US-amerikanischer Pädagoge und Hochschullehrer, der sowohl von 1944 bis 1953 Präsident des Lawrence College als auch zwischen 1953 und 1971 Präsident der Harvard University war.

## Leben
Nach dem Schulbesuch begann Pusey ein Studium an der Harvard University, an der er 1928 zunächst einen Bachelor of Arts (B.A.) sowie 1932 einen Master of Arts (M.A.) erwarb. 1937 schloss er seine postgradualen Studien an der Harvard University schließlich mit einem Doctor of Philosophy (Ph.D.) ab. Nach einer anschließenden Tätigkeit als Lehrer am Scripps College in Claremont übernahm er eine Professur an der Wesleyan University.
1944 wurde Pusey Präsident des Lawrence College und bekleidete dieses Amt neun Jahre lang bis zu seiner Ablösung durch Douglas M. Knight 1953. Er selbst wurde daraufhin Nachfolger von James Bryant Conant als Präsident der Harvard University und übte diese Funktion 18 Jahre lang bis 1971 aus. Nachfolger wurde Derek Bok, der zuvor Dekan der Harvard Law School war. 1954 wurde Pusey in die American Academy of Arts and Sciences gewählt.
Zuletzt war Pusey zwischen 1971 und 1975 Präsident der Andrew W. Mellon-Stiftung.

## Veröffentlichungen
- The Age of the Scholar (1963)
- American Higher Education, 1945–70 (1978)